# Ander Crenshaw

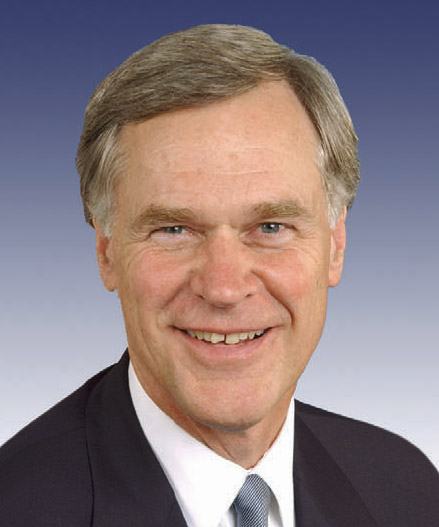
Ander Crenshaw

Ander Crenshaw, född 1 september 1944 i Jacksonville, Florida, är en amerikansk republikansk politiker. Han representerar delstaten Floridas fjärde distrikt i USA:s representanthus sedan 2001.
Crenshaw avlade 1966 grundexamen vid University of Georgia och 1969 juristexamen vid University of Florida.
Kongressledamoten Tillie K. Fowler bestämde sig för att inte kandidera till omval i kongressvalet 2000. Crenshaw vann valet och efterträdde Fowler i representanthuset i januari 2001.